# Carol I al României
Carol I al României, Principe de Hohenzollern-Sigmaringen, pe numele său complet Karl Eitel Friedrich Zephyrinus Ludwig von Hohenzollern-Sigmaringen, (n. 20 aprilie 1839, Sigmaringen, Baden-Württemberg, Germania – d. 10 octombrie 1914, Sinaia, Prahova, România) a fost domnitorul, apoi regele României, care a condus Principatele Române și apoi România după abdicarea forțată a lui Alexandru Ioan Cuza în urma unei lovituri de stat.
Din 1867 a devenit membru de onoare al Academiei Române, iar între 1879 și 1914 a fost protector și președinte de onoare al aceleiași instituții.
În cei 48 de ani de domnie (cea mai lungă din istoria statelor românești), Carol I a obținut independența țării, datorită căreia i-a și crescut imens prestigiul, a redresat economia, a dotat România cu o serie de instituții specifice statului modern și a pus bazele unei dinastii. A construit în Munții Carpați Castelul Peleș, care a rămas și acum una dintre cele mai vizitate atracții turistice ale țării. După războiul ruso-turc (1877-1878), România a câștigat Dobrogea (dar a pierdut sudul Basarabiei), iar Carol a dispus ridicarea podului peste Dunăre, între Fetești și Cernavodă, care să lege noua provincie de restul țării.
Neîmplinirea cea mai importantă a domniei regelui Carol I, ca și a succesorilor lui în perioada monarhică a istoriei moderne a țării, a fost eșecul rezolvării problemelor tipice unei țări a cărei economie era bazată pe agricultură și a cărei populație era reprezentată în covârșitoare majoritate de țărani. După urcarea pe tron a lui Carol I, situația țărănimii române începe să se degradeze serios, pe măsură ce moșierimea, pentru a face față competiției pe piețele externe, ridică continuu nivelul de exploatare al țărănimii. Sistemul injust pentru covârșitoarea majoritate a populației României din acea perioadă era în plus aproape o excepție în regiune, fapt care totuși nu l-a stimulat pe suveran să inițieze un program de reformă agrară, situație care a condus la repetate explozii sociale în mediul rural la finele secolului al XIX-lea și începutul secolului al XX-lea, inclusiv Răscoala de la 1907. Rezultatul a fost că principalul sector al economiei românești în epocă, în care era antrenată majoritatea covârșitoare a populației, a rămas într-o stare primitivă.

## Tinerețea

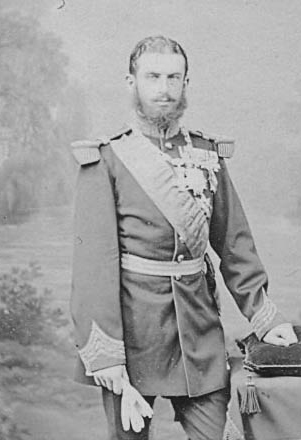
Prințul Karl de Hohenzollern Sigmaringen

Carol s-a născut în Principatul Hohenzollern-Sigmaringen la Sigmaringen ca Prinț Karl von Hohenzollern-Sigmaringen. Era cel de-al doilea fiu al prințului Karl Anton de Hohenzollern-Sigmaringen  (ramura catolică a familiei Hohenzollern) și al soției sale, prințesa Josephine. Prințul Karl Anton, tatăl lui Carol, servise ca ministru-prezident al Prusiei în anii 1858-1862.
După finalizarea studiilor elementare din Dresda s-a înscris la școala de cadeți din Münster, pe care a absolvit-o cu calificativul bine, devenind sublocotenent de dragoni. La 1 ianuarie 1857 a fost numit locotenent secund în suita unui regiment de artilerie. În 1857 a terminat cursurile Școlii de Artilerie și Geniu din Berlin iar în anul 1864 a participat ca voluntar în armata Prusiei, la Al Doilea Război al Schleswigului, mai ales la asaltul citadelelor Fredericia și Dybbøl, experiență care îi va fi de folos mai târziu în Războiul ruso-turc. În 1866 a fost înaintat la gradul de căpitan.
Deși nu era de statură înaltă, Carol a fost descris drept soldatul perfect, sănătos, disciplinat și, de asemenea, un politician excelent, cu vederi liberale. Cunoștea bine mai multe limbi europene. Familia sa, Hohenzollern-Sigmaringen, era înrudită cu familia lui Napoleon al III-lea și avea relații excelente cu acesta. România era în acea perioadă sub o influență puternică a culturii franceze, iar recomandarea de către Napoleon al III-lea a prințului Carol a valorat mult în ochii politicienilor români, la fel ca și rudenia de sânge cu familia prusacă domnitoare. Ion Brătianu a fost politicianul român trimis să negocieze cu Carol și familia acestuia posibilitatea ca prințul Carol să vină pe tronul României.
În 10 aprilie 1866, o proclamație a guvernului provizoriu ajuns la putere după alungarea lui Cuza de către coaliția formată din liberalii radicali și conservatori, a declarat că va organiza un plebiscit prin care populația cu drept de vot să accepte sau să respingă accederea lui Karl von Hohenzollern-Sigmaringen ca principe ("domn", sau "gospodar") al Principatelor Unite (care din 1862 purtau numele de România). Plebiscitul a avut loc în data de 15 aprilie 1866, rezultatul arătând că 99.9% dintre electori sprijineau propunerea. Termenul "plebiscit" trebuie, firește, înțeles în sensul acordat acestuia în epocă, anume de consultare a populației cu drept de vot (boieri și anumite segmente ale populației urbane), ceea ce în cazul dat reprezenta mai puțin de 16% din populația totală a Principatelor Dunărene (686.193 electori din aproximativ 4.400.000 locuitori).
Franța a susținut suirea pe tron a domnitorului Carol, Marea Britanie a oscilat între temerile că Rusia s-ar vedea invitată să intervină pentru a recaptura sudul Basarabiei (și a avansa astfel în Balcani), dacă românii continuă să agite apele politice de abia liniștite după războiul Crimeii și o neutralitate bine-voitoare, Prusia - țara de origine a prințului - a fost, firește de acord, în timp ce dușmanii păstrării unității administrative și politice a Principatelor au fost Imperiul Habsburgic (Austria), care constata cu îngrijorare cum românii de la sud de Carpați avansează pe drumul spre neatârnare, și, cum era de așteptat, Imperiul Otoman, care înțelegea foarte bine că gestul românilor înseamnă un pas în plus în direcția destrămării imperiului lor colonial în Europa. Turcii considerau că prințul Karl von Hohenzollern-Sigmaringen, acceptând cererile aristocraților români, s-a pus în fruntea unei insurecții armate contra Imperiului Otoman, drept pentru ca trupele sultanului vor invada provincia pentru a-l alunga. Noul domn român, știindu-se amenințat de Înalta Poartă, se va grăbi, de altfel, de îndată ce a ajuns în România, să îmbarce armata într-o serie de reforme modernizatoare inspirate, care doar într-un deceniu distanță se vor fi dovedit salvatoare pentru națiune și dinastie.
Obiecțiile adversarilor întronării prințului de Hohenzollern s-au materializat prin reclamarea respectării articolului XII din Convenția semnată în 9 august 1858, care cerea ca deputații moldoveni și valahi, în adunare, să fie cei care aleg conducătorul. Elitele românești n-au întârziat să îndeplinească această cerere, astfel încât la 10 mai 1866, cu unanimitate de voturi ale deputaților din Camera Deputaților, prințul prusac a fost ales domn al Principatelor. După sosirea sa la București, la 22 mai 1866  Carol a depus în fața Camerei jurământul că va domni pe baze constituționale, va numi ,imediat, un guvern de coaliție avându-l ca prim-ministru pe conservatorul Lascăr Catargiu.
La presiunile Franței și Marii Britanii, Imperiul Otoman a acceptat păstrarea unității Principatelor, cu condiția însă ca principele străin să recunoască statutul de vasalitate în fața Înaltei Porți, ceea ce acesta a și făcut: în 23 octombrie 1866 a fost emis un firman imperial prin care Carol a fost recunoscut domn ereditar al Pincipatelor Unite sub suzeranitatea sultanului.

## Intrarea în România

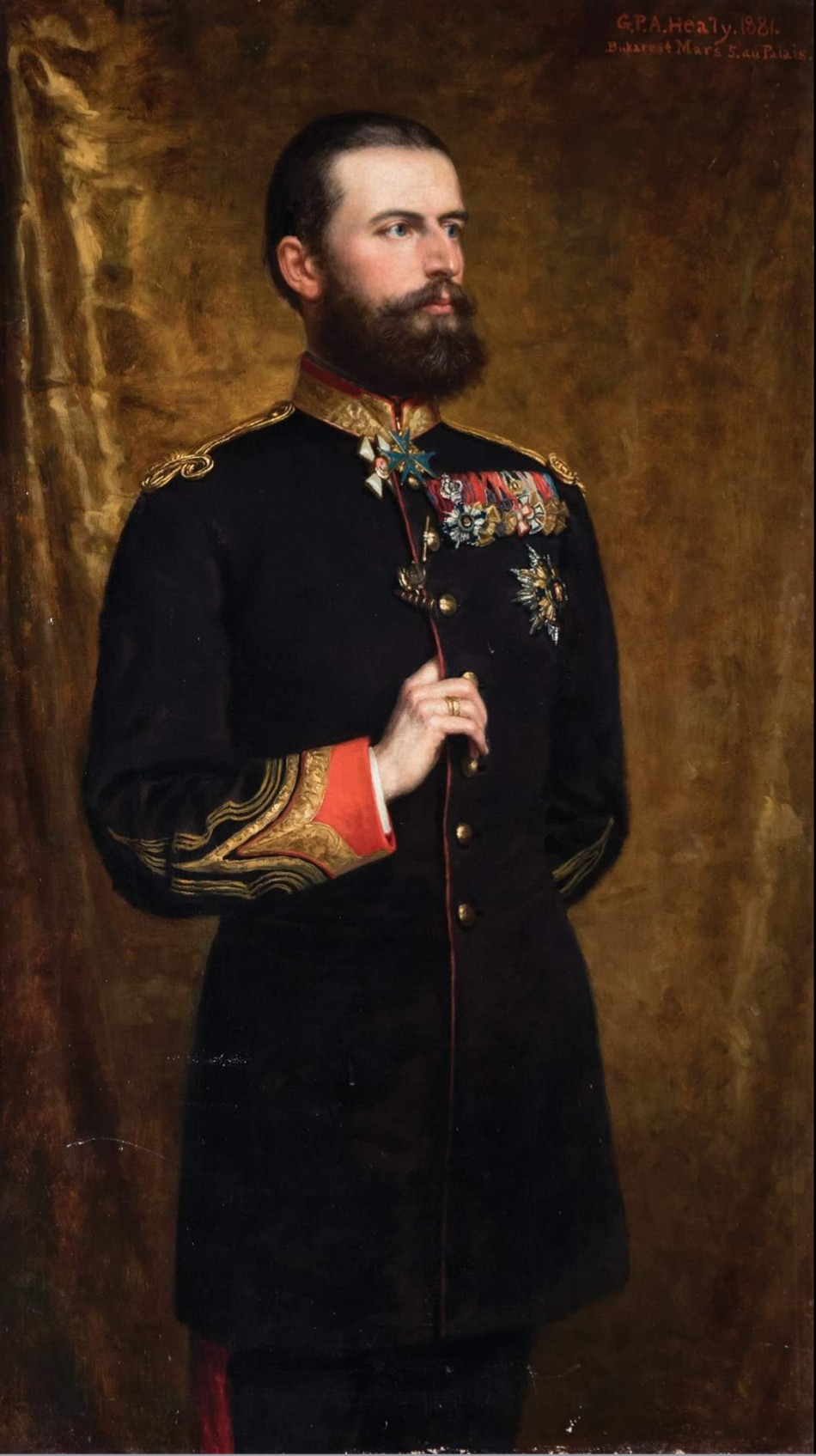
Portret al lui Carol I al României, de George P. A. Healy, 1881.

După exilarea lui Alexandru Ioan Cuza, conducătorii loviturii de stat au format un guvern provizoriu, puterea executivă fiind încredințată unei Locotenențe Domnești, formată din Nicolae Golescu, ministru de Interne și de Război sub Cuza; Lascăr Catargiu, unul dintre fruntașii conservatori și generalul Nicolae Haralambie, prefectul de poliție al Bucureștilor. Ion Ghica, pașoptist și unionist, a devenit prim-ministru și ministru de Externe. Alegerea lui Cuza ca domnitor în ambele principate fusese singurul motiv pentru care puterile europene permiseseră unirea principatelor Moldovei și Țării Românești, iar acum țara risca să ajungă la dizolvarea acestei uniri. Ion C. Brătianu, călătorește în Germania și se întâlnește la Düsseldorf cu Carol și cu tatăl său, obținând acordul acestuia de a deveni principe. Brătianu a telegrafiat guvernului provizoriu că obținuse acordul lui Carol.
Tânărul Carol a trebuit să călătorească incognito (pe traseu a fost nevoit să apeleze la experiența  dobândită de Brătianu și Rosetti pe parcursul revoluției pașoptiste; astfel el, practic, s-a deghizat), sub numele de Karl Hettingen, cu trenul pe ruta Düsseldorf - Bonn  - Freiburg - Zürich - Viena - Budapesta, datorită conflictului care exista între țara sa și Imperiul Austriac. Nici chiar în țara sa de origine nu era bine văzută această preluare a scaunului Principatelor, fapt afirmat de cancelarul Bismarck (care l-a avertizat mai mult sau mai puțin amical că va fi nevoit să sărute "papucul Sultanului", fapt în sine care a fost ocolit de Carol și de predecesorul acestuia). După ce a pășit pe teritoriul țării, punând prima dată piciorul pe pământ românesc în localitatea Drobeta-Turnu Severin la 1/12 mai 1866 (prima casă în care a intrat fiind actualmente bibliotecă), Brătianu l-a însoțit mai departe cu trăsura până la podul Mogoșoaiei. Traseul prin țară, de la Turnu Severin la București, a cuprins orașele Horezu, Râmnicu-Vâlcea, Curtea de Argeș, Câmpulung și Târgoviște, vechiul drum al țării, păstrat mai târziu în memorie drept „Drumul lui Carol”. În volumul biografic CAROL I (editat în 1906 de Paul Lindenberg după jurnalul regelui) se menționează cu lux de amănunte alt traseu parcurs uneori direct peste câmpuri, spre București cu opriri foarte scurte și schimbări ale cailor, respectiv Turnu Severin - Craiova - Slatina - Pitești, cu înnoptare numai la moșia boierilor Golești și pornire în dimineața următoare spre București. Alte surse confirmă semnarea chiar la Golești a primului act de grațiere a Mitropolitului Moldovei, judecat pentru revolta sa împotriva unirii principatelor.

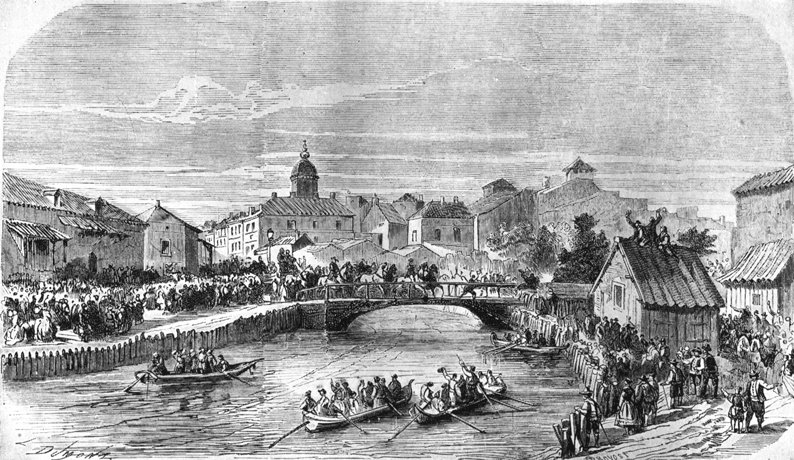
10 mai 1866: Intrarea în București a principelui Carol I.

Pe 10/22 mai 1866 Carol a intrat în București. Vestea sosirii sale fusese transmisă prin telegraf și a fost întâmpinat de o mulțime entuziastă de circa 30.000 de oameni, dornici să cunoască noul conducător. La Băneasa i s-a înmânat cheia orașului. Principele a fost binecuvântat în aceeași zi în Dealul Mitropoliei de către Nifon, mitropolitul Ungrovlahiei care l-a invitat să depună jurământul pe legile țării.
Colonelul Haralambie citește formula de jurământ românesc comunicată prințului în traducere franțuzească: „Jur de a păzi legile României; de a menține drepturile sale și integritatea teritoriului.”, după care prințul Carol, cu mâna dreaptă pe Evanghelie, rosti în românește, cu voce fermă: Jur.
Din acest moment începe domnia lui Carol I. Proclamat domnitor al României în ziua de 10/22 mai 1866, rămâne cu acest titlu până în data de  14 martie 1881, când este proclamat rege, devenind astfel primul rege al României. A fost primul monarh din dinastia Hohenzollern-Sigmaringen, al cărei nume se transformă, începând cu regele Ferdinand I, în Casa Regală de România, dinastie care va conduce țara până la proclamarea Republicii Populare Române în 1947.

## Noua Constituție a României
În aprilie 1866 au avut loc alegeri pentru o nouă Cameră a Deputaților ce urma să fie și Adunare Constituantă, iar noua Adunare și-a început lucrările la 10 mai 1866. Între 14 și 20 aprilie 1866 s-a organizat plebiscitul prin care a fost aprobată alegerea lui Carol ca domn al României.
Imediat după sosirea în țară, parlamentul României a adoptat la 29 iunie 1866 noua constituție a țării cu votul unanim al celor 91 de deputați din Adunarea Electivă, una dintre cele mai avansate constituții ale timpului, aceasta fiind inspirată din constituția Belgiei, care dobândise independența din 1831. Constituția din 1866 îi conferă domnului României dreptul de a numi titularii tuturor funcțiilor publice, de a conferi gradele militare, de a comanda armata, de a bate monedă, de a sancționa legile sau de a le refuza semnarea, de a amnistia condamnați sau de a le comuta pedepsele. Aceasta era liberală, însă nu și democratică. Constituția a permis dezvoltarea și modernizarea țării. S-a decis ca aceasta să ignore dependența curentă a țării de Imperiul Otoman (în practică acest fapt a fost transpus în omiterea constituționalizării obligațiilor față de Poartă), acțiune care s-a constituit într-un prim pas spre independență.
Articolul 82 specifica: „Puterile conducătorului sunt ereditare, pornind direct de la Majestatea Sa, prințul Carol I de Hohenzollern-Sigmaringen, pe linie masculină prin dreptul de primogenitură (primului-născut), excluzând femeile. Descendenții Majestății Sale vor fi crescuți în spiritul religiei ortodoxe”.Prin Constituție s-a oficializat schimbarea denumirii din "Principatele Unite" în "România".
Pentru consolidarea prestigiului personal și al țării, pe 9 septembrie 1878 a primit titlul de „Alteță regală”. Pe 15 martie 1881, Constituția a fost modificată pentru a specifica, printre altele, faptul că din acel moment șeful statului va fi numit rege. Ceremonia de încoronare a avut loc pe 10 mai 1881.
Ideea de bază a tuturor constituțiilor regale din România era aceea că regele domnește fără a guverna.
În perioada monarhiei constituționale, a domniei regelui Carol I, regelui Ferdinand I și regelui Carol al II-lea, regele avea o influență deosebită asupra guvernării.        

## Un rege devotat
Regele Carol a fost descris drept o persoană rece. Era permanent preocupat de prestigiul dinastiei pe care o fondase. Soția sa, regina Elisabeta, îl caracteriza ca „o persoană care își poartă coroana și în somn”. Era foarte meticulos și încerca să își impună stilul fiecărei persoane care îl înconjura. Deși era foarte devotat sarcinilor sale de rege al României, niciodată nu și-a uitat rădăcinile germane. În 1870, cu ocazia războiului franco-prusac, germanofilia lui Carol I a fost de altfel pe punctul de a-l costa coroana, preferințele românilor în acel moment fiind în contradicție cu cele ale suveranului.
În timpul domniei sale, țara a obținut independența deplină față de Imperiul Otoman, după un război efectiv intens, modern și foarte eficace (cunoscut în istorie ca Războiul de Independență, dar și ca Războiul ruso-turc, 1877 - 1878), în care contribuția României a fost decisivă.

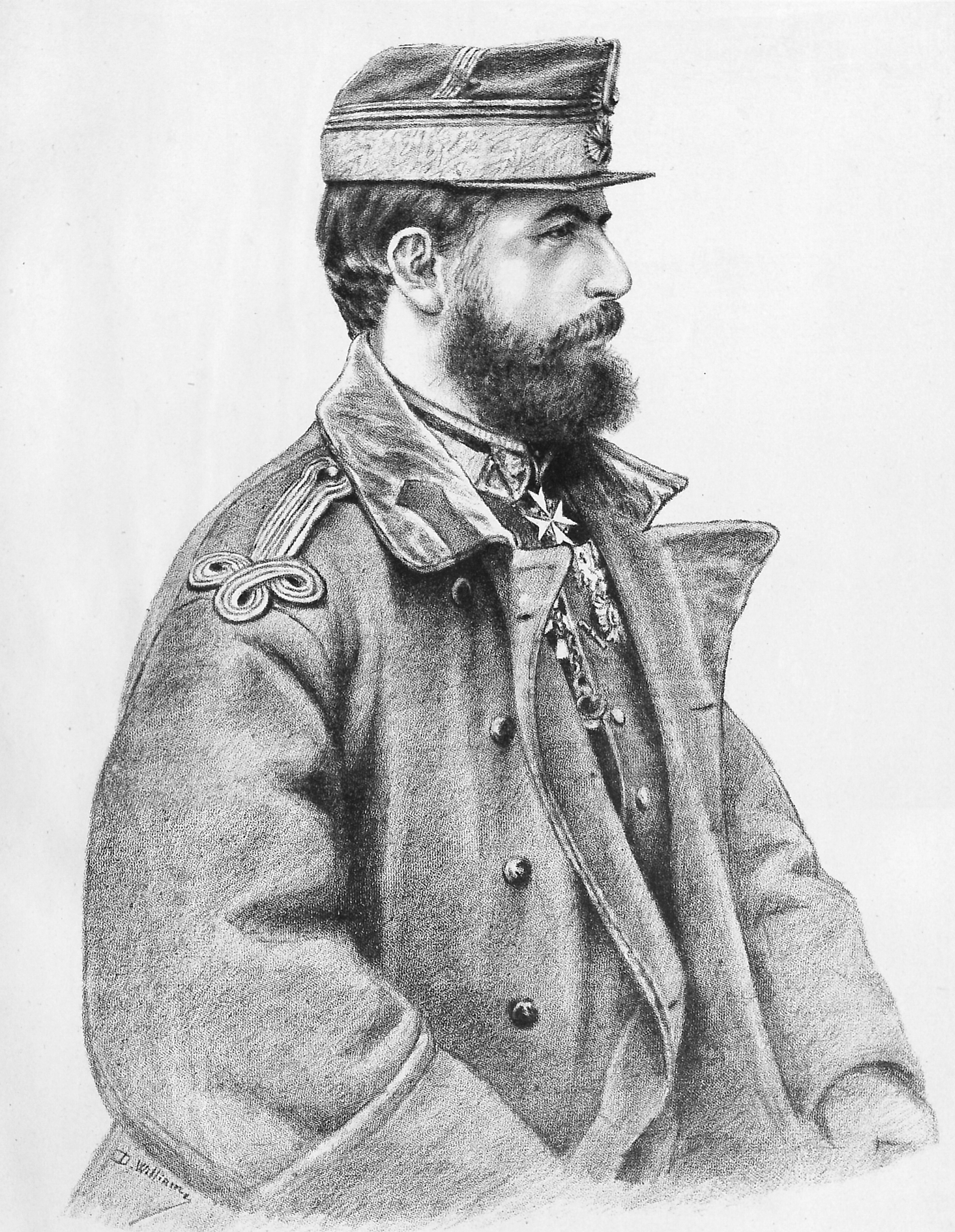
Carol I în 1880

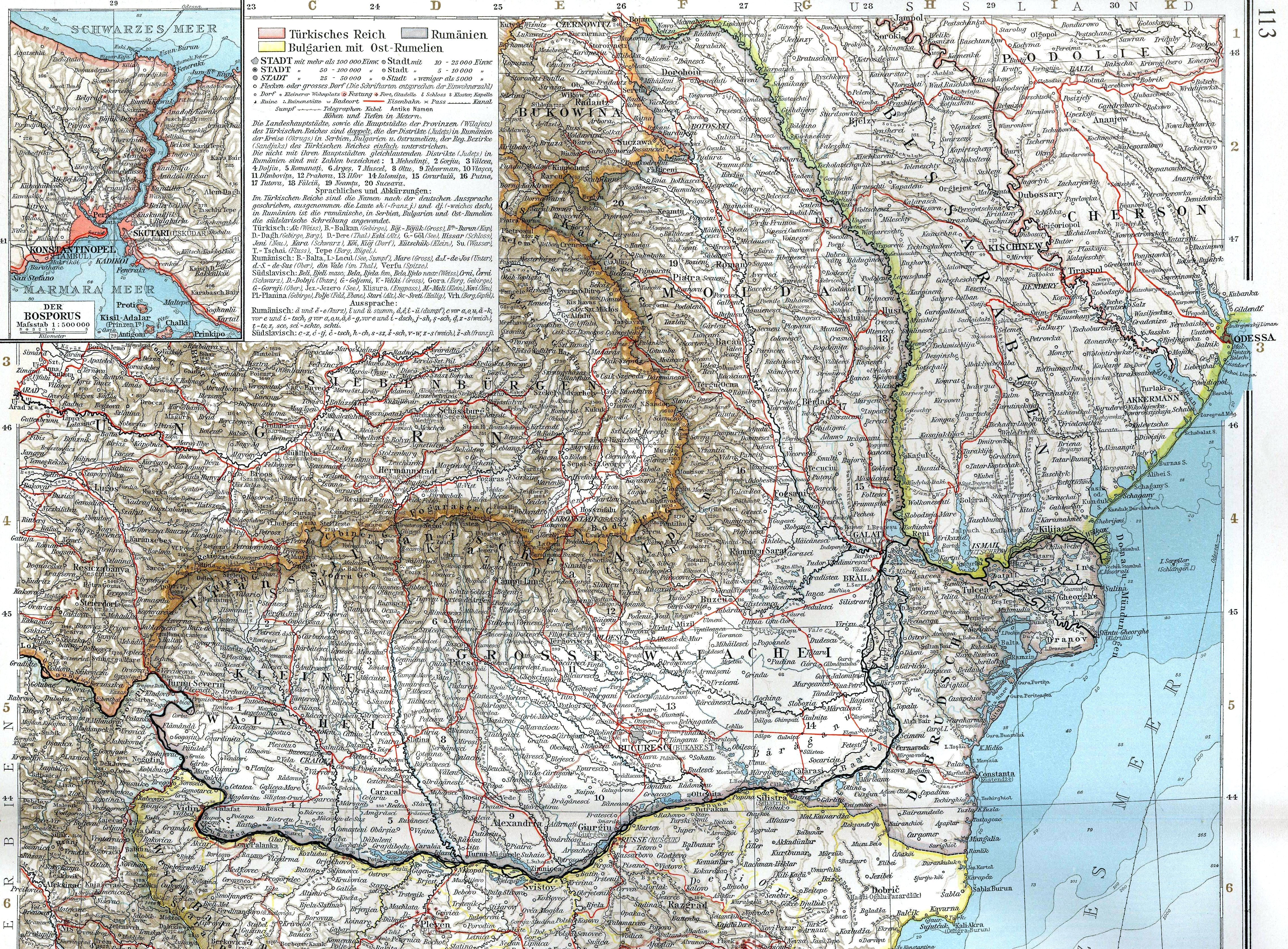
România 1878-1913

În timpul luptelor desfășurate pe teritoriul Bulgariei de azi, armata română l-a avut pe Carol ca lider efectiv, Regele fiind prezent personal pe câmpul de luptă. În urma unei întrevederi între prințul Carol, țarul Alexandru al II-lea și marele duce Nicolae, prințul român a primit la 28 august 1877 comanda trupelor ruso-române aliate de la Plevna, avându-l ca șef de stat major pe generalul rus Totleben. Asediul cetății Plevna, puternic fortificată, a continuat până la 10 decembrie când Osman Pașa a încercat să iasă din încercuire prin luptă; încercarea turcilor de a sparge încercuirea nu a izbutit, iar Osman Pașa, rănit, a capitulat. După victoria de la Plevna, trupele lui Carol au participat în ianuarie 1878 la luptele de la Smârdan care a fost cucerit la 12/24 ianuarie 1878, precum și de la Vidin care a fost,și acesta, cucerit de trupele române. România a întâmpinat anumite dificultăți în obținerea recunoașterii independenței. Astfel, mai întâi, negociatorul român desemnat, Eracle Arion, nu a fost primit la negocierile ruso-turce  încheiate cu Tratatul de la San Stefano (19 februarie/3 martie), motivul invocat fiind că România nu este o țară independentă. Prin tratatul respectiv, României i-a fost impus un „schimb”: astfel Dobrogea intra în componența statului român, dar era cedat Rusiei sudul Basarabiei (mai exact județele: Cahul, Bolgrad și Ismail). Românii au luat formal în posesiune Dobrogea în noiembrie și decembrie 1878, în momentul în care administrația civilă românească a înlocuit autoritățile militare ruse. Marile Puteri, nemulțumite de privilegiile obținute de Rusia, au convocat Congresul de la Berlin din 1878, unde delegația română (condusă de I. C. Brătianu) nu a fost primită inițial, ea fiind primită însă ulterior. Lucrările congresului, finalizate prin Tratatul de la Berlin (1878), au consfințit nu numai independența absolută a României față de „Sublima Poartă”, dar și un imens prestigiu internațional datorat tuturor, de la rege (care a dovedit a fi un excelent strateg militar) până la ultimul soldat. Totuși independența a fost recunoscută definitiv numai după acceptarea „schimbului” menționat în Tratatul de la San-Stefano și modificarea articolului 7 din Constituție, care până în acel moment prevedea acordarea dreptului de vot doar persoanelor de rit ortodox.
De asemenea, consolidarea unirii Moldovei cu Țara Românească, eliminarea relativei „șubrezimi” și a pericolelor ce amenințau continuu mărețul act al Unirii de la 5 - 24 ianuarie 1859, precum și intrarea țării în rândul națiunilor suverane, prin proclamarea României ca regat, în anul 1881, au fost toate urmări directe ale Războiului de independență, confirmat de sus-numitul Tratat de la Berlin.
Prestigiul intern și internațional a fost consolidat și de reglementarea la succesiunea tronului prin „pactul de familie” încheiat la 17 mai 1881 (nu existau succesori, singurul descendent al familiei, Măriuca, murind la 4 ani), prin care era declarat succesor Ferdinand, nepotul după frate al lui Carol.
Tot în timpul domniei lui Carol I, în 1913, în urma celui de-al doilea război balcanic, terminat prin Tratatul de la București, din 1913, România obține partea de sud a Dobrogei, Cadrilaterul (viitoarele județe Durostor și Caliacra) de la Bulgaria.

## Viața politică
În anul 1868, guvernul liberalilor radicali a fost silit să se retragă de la putere din cauza diferendelor puternice cu Domnitorul Carol. Radicalii își manifestaseră opoziția față de planurile lui Carol de reorganizare a armatei și de construcție a căilor ferate și aveau intenția de a transforma tronul într-un simplu instrument al politicii lor interne.
Relațiile dintre Carol și conducătorii radicali și moderați s-au deteriorat atât de mult încât spre toamna anului 1870, acesta intenționa să abdice. (Keith Hitchins, 2013, op. cit. p. 42). Într-o scrisoare publicată anonim în Ausburger Zeitung din 27 ianuarie 1871, Domnitorul îi acuza pe liberali care, consemna el, fuseseră educați în străinătate, de faptul că aplicau acasă, fără discernământ, ideile politice și sociale, aflate în Europa Occidentală.
La 22 martie 1871, Carol a îndepărtat guvernul liberal condus de Ion Ghica și a numit un guvern conservator condus de Lascăr Catargiu. Venirea conservatorilor la putere a condus la sfârșitul instabilității guvernamentale, iar Carol și-a recăpătat încrederea în capacitatea sa de a domni și a renunțat la gândurile de abdicare. Sub președinția lui Lascăr Catargiu, conservatorii au condus neîntrerupt între 1871 și 1876, cea mai lungă perioadă de guvernare de până atunci. Guvernul conservator al lui Titu Maiorescu a dus România în cel de al doilea război balcanic, iar prin pacea semnată la București la 10 august 1913, Bulgaria a fost obligată să renunțe la majoritatea teritoriilor pe care le dobândise în primul război balcanic și a cedat Dobrogea de Sud României, recunoscând linia Turtucaia-Balcic drept noua frontieră între cele două țări.
Viața politică internă, încă dominată de către familiile de mari proprietari de pământ (categorie din care, începând cu 1884, făcea parte și familia regală), organizată în jurul partidelor rivale, Liberal și Conservator, a fost lovită de două răscoale ale țăranilor mai importante, în sudul Țării Românești, în aprilie 1888 (care a cuprins 27 din cele 32 de județe ale țării) și în partea nordică a Moldovei, în februarie 1907, care a cuprins repede și sudul țării până în martie. Răscoala a început la 21 februarie 1907 în satul Flămânzi din nordul Moldovei, ca o răzmeriță pur locală, însă s-a extins în următoarele săptămâni în toată țara, cunoscând formele cele mai violente în Muntenia și Oltenia. Aceste convulsii sociale majore au fost provocate de faptul ca țăranii nu posedau pământul pe care-l lucrau, ca și de exploatarea la care aceștia erau supuși de către coroană și clasa feudală (boierească) asociată acesteia, precum și de spolierea sistematică la care țărănimea era supusă din partea clasei comerciale străine active în domeniul comerțului agricol. Răscoalele au fost reprimate în mod sângeros, fiind folosite armata și chiar artileria împotriva țăranilor revoltați. Represiunile s-au soldat cu aproximativ 10.000 de victime, după unele surse. Alte surse vorbesc însă de o cifră probabilă a morților de 9000 de țărani. Perpetuarea relațiilor feudale în agricultură au dat naștere din acea epocă începând la tendințe republicane, partizanii acestor idei acuzându-l pe rege pentru faptul că era cel mai mare proprietar de pământ (boier) din țară.
Regele a promis țăranilor în toiul răscoalei din 1907 că va înfăptui o reformă agrară, în urma căreia țăranii să fie împroprietăriți, însă suveranul - care în termeni practici era cel mai mare boier al țării - va uita repede de promisiunea făcută în proclamație, de îndată ce criza va fi soluționată o dată cu trimiterea armatei contra țăranilor, prin masacru, conform uzanțelor monarhice ale vremii
Regelui Carol I îi vor scăpa semnificațiile importante ale campaniei românești din Bulgaria din timpul celui de-al doilea război balcanic, când trupele românești, formate în covărșitoare majoritate din țărani, vor constata în timpul ocupării teritoriilor bulgărești de la sud de Dunăre că vecinii lor bulgari trăiesc decent și prosperi, fără feudalismul și exploatarea la care erau ei supuși ei de către regimul feudal-monarhic românesc.
În timpul domniei regelui Carol I a avut loc un complot împotriva regelui, pus la cale, în anul 1870, de Candiano Popescu, care intenționa declanșarea unei revolte în 13 capitale de județ. Republica de la Ploiești a durat doar câteva ore, complotul fiind curmat în aceeași zi, când Candiano s-a predat autorităților. (Cristian Preda, op. cit. p. 122). Candiano Popescu a fost grațiat de rege, apoi a intrat în armată și ca maior, a luat parte la războiul de independență ca șef al batalionului 4 vânători. A participat la asaltul redutei Grivița din 30 august 1877.

## Interesul pentru cultură
Regele s-a implicat în consolidarea și în promovarea culturii și educației. Acesta a vizitat expoziții de pictură în Occident în state precum Viena sau Munchen. În plan intern, a finanțat Fundația Universitară „Carol I”. Alături de scriitoarea germană Mite Kremnitz, a scris și a publicat propriile memorii.

## Sfârșitul domniei
Domnia îndelungată a lui Carol a ajutat dezvoltarea rapidă a statului român. Statul însuși însă – sub domnia lui Carol s-a dezvoltat într-un mod în care administrația era una coruptă și ineficientă, iar puterea marilor proprietari de pământ – care-l siliseră să abdice pe Alexandru Ioan Cuza rămăsese intactă.

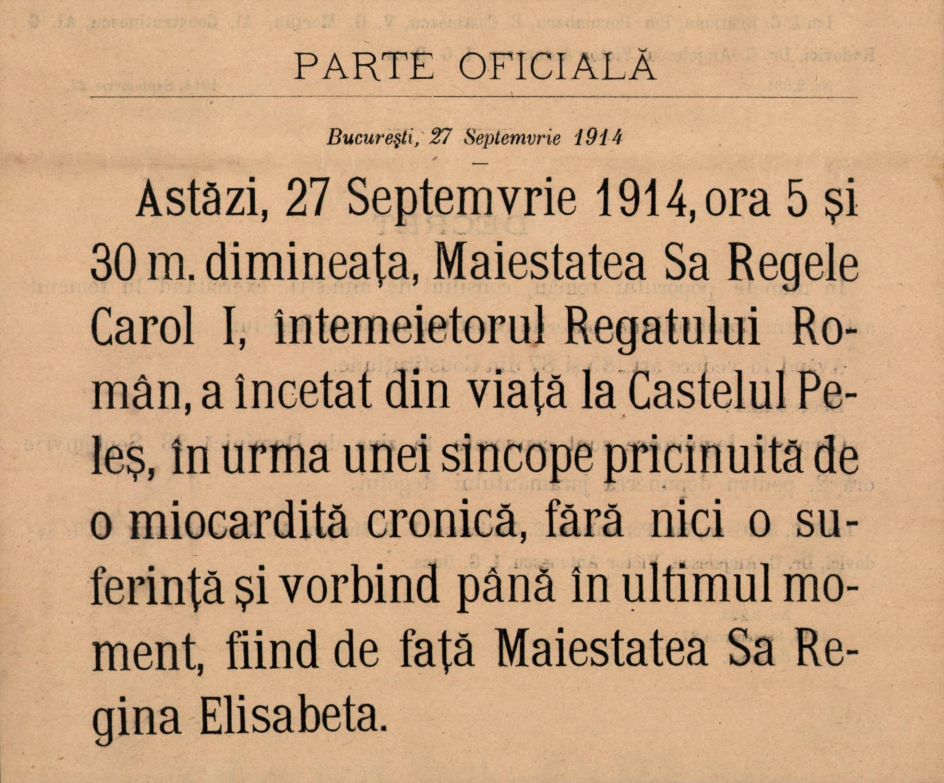
Anunț oficial privind decesul regelui Carol I, publicat în Monitorul Oficial al României din 27 septembrie 1914.

Spre sfârșitul domniei sale și începutul Primului Război Mondial, Regele dorea să intre în război de partea Puterilor Centrale, în timp ce opinia publică era de partea Antantei. Carol a semnat un tratat secret în 1883, care lega România de Tripla Alianță și, deși tratatul trebuia activat doar în cazul în care Rusia imperialistă ar fi atacat unul dintre membrii tratatului, Carol era convins că cel mai onorabil ar fi fost intrarea în război de partea Imperiului German. În 21 iulie / 3 august 1914 a fost convocată o întrunire de urgență a Consiliului de Coroană unde Carol le-a comunicat acestora existența tratatului și și-a exprimat dorința sa. A întâmpinat o opoziție fermă din partea majorității membrilor Consiliului de Coroană. 
Carol I a decedat la 27 septembrie/10 octombrie 1914 la ora 5:30, la Castelul Peleș, în urma unei sincope cauzate de o miocardită cronică. În ultimele clipe i-a fost alături regina Elisabeta, conform comunicatului oficial publicat în Monitorul Oficial al aceleiași zile. În urma decesului său, Consiliul de Miniștri a preluat temporar atribuțiile regale, în conformitate cu articolul 86 din Constituție, până la depunerea jurământului de către noul rege, Ferdinand I.

## Viața de familie
Înainte de a deveni Principe al României, Carol a fost trimis de tatăl său, Carl-Anton să facă un voiaj de studii în Franța și Algeria în ianuarie 1862, însoțit de locotenentul von Schrötter. În Algeria a stat două luni.

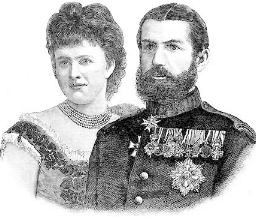
Regele Carol și regina Elisabeta ai României

Când a fost ales Principe al României, Carol nu era căsătorit și, conform constituției române, aprobată de el însuși, nu avea voie să se căsătorească cu o femeie de origine română. În 1869, principele a inițiat o călătorie în Europa și mai ales în Germania, pentru a-și găsi o mireasă.
A întâlnit-o pe Elisabeta, principesă de Wied, pe care a văzut-o „harnică, iubitoare de oameni, cultă și talentată”. După o convorbire care nu a ținut mai mult de o oră, prințul a cerut-o de soție și în aceeași zi s-a întors ca logodnic al ei. În final, s-a căsătorit cu Elisabeta de Neuwied la 3 noiembrie 1869.
Mariajul lor a fost unul dintre cele mai puțin potrivite, el fiind un bărbat rece și calculat, iar ea o visătoare notorie. Au avut doar un copil, principesa Maria, născută pe 27 august/8 septembrie 1870 și decedată pe 28 martie/9 aprilie 1874. Aceasta a dus la o înstrăinare a celor doi membri ai cuplului regal, Elisabeta nereușind să-și revină complet din trauma pierderii unicului copil.

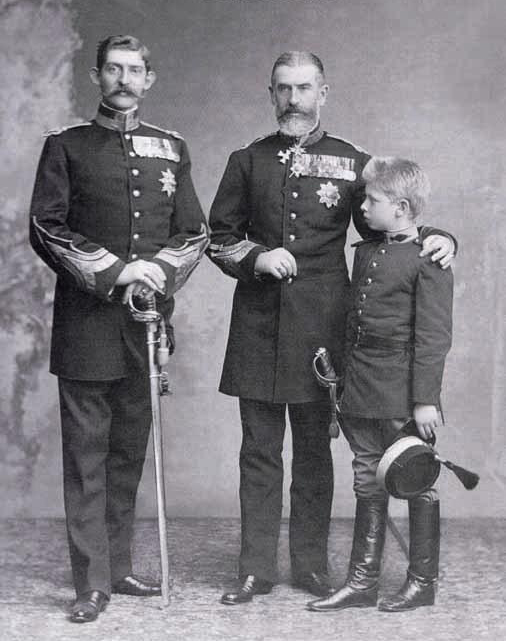
Regele Carol I împreună cu nepotul său, Ferdinand I al României și cu fiul acestuia, Carol al II-lea al României

Spre sfârșitul vieții lor, Carol și Elisabeta au reușit să găsească o modalitate de a se înțelege reciproc și au fost descriși ca fiind buni prieteni, deși regina considera, de manieră evident naivă, ca o formă republicană de guvernare, îndepărtând regii și împărații de la putere, ar scuti națiunile de indolența și corupția conductorilor..
Lipsa de urmași a cuplului regal al României a făcut ca prințul Leopold de Hohenzollern-Sigmaringen, fratele lui Carol, să devină următorul succesor la tronul României.  În octombrie 1880, Leopold renunță la tronul țării în favoarea lui Wilhelm, fiul său cel mai mare.  Acesta, la rândul său, în 1888 renunță la tronul României în favoarea fratelui său mai tânăr, Ferdinand, care va deveni Principe de România, moștenitor al tronului și mai apoi rege al României în ziua de 10 octombrie 1914, la moartea unchiului său, Carol I, domnind până la moartea sa, survenită la 27 iulie 1927. Soția lui, Elisabeta a încercat să-l influențeze pe prinț ca să se căsătorească cu Elena Văcărescu. Conform constituției române, însă, nu avea voie să ia de soție o româncă. Pentru a clarifica incidentul, Elena a fost exilată pentru 2 ani, până când Ferdinand a luat-o de soție pe Maria.

## Moștenirea lui Carol I în istoria modernă a României

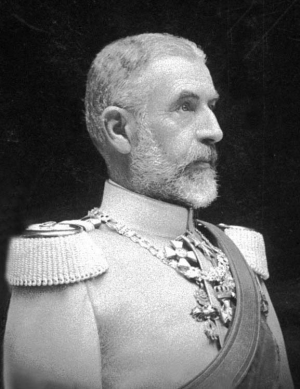
Carol I

După detronarea lui Cuza, Carol de Hohenzollern ajunge cu mare dificultate la conducerea românilor. În urma unui plebiscit, Carol este ales domn în anul 1866, sub numele de Carol I. Avea numai 27 de ani când la 10 mai a fost numit domn constituțional.
Carol I provine dintr-o familie germană cu vechi tradiții. El a fost fiul Iosefinei și al lui Carol Anton de Hohenzollern-Sigmaringen. Era un model de ordine și de punctualitate. Firea prințului era în contrast cu țara ce i-a fost dat s-o conducă, „țară lipsită de măsură și mereu în schimbare”. El a reușit să conducă țara nu prin îngâmfare ci prin multă înțelepciune și obiectivitate.
Domnii români au fost aleși până atunci din rândul boierilor, de aceea unii dintre acestia se considerau pe aceeași treaptă socială cu prințul Carol I. El a trebuit să-i facă să înțeleagă că tocmai prin nașterea sa, el stă mai presus de supușii săi. Principalul scop al prințului a fost să pună pe picioare țara, care întâmpina dificultăți în mai toate domeniile. În acest demers el a urmărit să fie nepărtinitor și să realizeze ce este mai bine pentru țară, deși uneori ceea ce considera monarhul că este "binele" țării nu pare să fi fost și ceea ce românii înșiși considerau ca atare, un astfel de exemplu fiind angajarea țării în octombrie 1883 într-o alianță secretă cu Austria (la care ulterior au aderat și Germania cu Italia), pe care suveranul a încheiat-o și despre care au aflat în deceniile următoare doar un număr restrâns de miniștri români. Această alianță a făcut-o pentru a se asigura contra Rusiei de care avea, pe bună dreptate, mult mai mare teamă
Pe plan politic, Carol I a fost obligat să urmărească foarte atent situația politică internă. El consulta frecvent opoziția și urmărea presiunile exercitate cu ajutorul gazetelor asupra opiniei publice, pentru a afla când trebuie să schimbe un premier și când poate să mai aștepte.

## Anecdotică

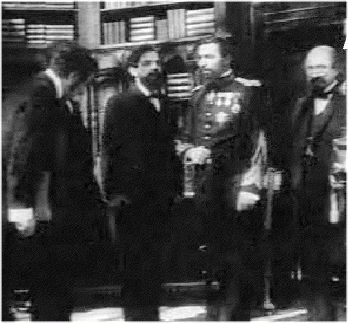
Scenă din „Independența României” (1912). La mijloc, Brătianu (M. Vîrgolici), Carol (Ar. Demetriade) și Kogălniceanu (I. Niculescu)

La 15/27 mai 1877, regele Carol I a vizitat bateriile regale române de la Calafat. Ajuns acolo, regele a ordonat deschiderea focului asupra Vidinului. La ora 19:30 a fost deschis focul de către primul tun din bateria Carol, după care a executat focul din primul tun din bateria Mircea, urmat de primul tun din bateria Elisabeta. Forțele otomane au răspuns cu foc de artilerie după a doua lovitură românească de tun, iar schimbul de focuri a durat o oră. La prima lovitură românească de tun, regele Carol I a rostit celebra propoziție: „Asta-i muzica ce-mi place!”. Bateria Carol s-a aflat sub comanda directă a locotenentului Ștefan Stoika, decorat de rege cu Ordinul Steaua României și ulterior avansat până la gradul de general.
Coroana regilor României era fabricată dintr-o țeavă de tun turcesc capturat la Plevna de armata română sub comanda lui Carol I. Poetul George Coșbuc a descris-o în volumul „Coroana de Oțel”.

## Monumente și obiective numite în cinstea lui Carol I
În Pordim, Bulgaria, există un muzeu dedicat regelui Carol I al României.

### Statuia ecvestră
Sculptorul croat, Ivan Meštrović, a executat statuia ecvestră a lui Carol I din București, care a fost amplasată în fața Bibliotecii Universitare Române. Din notațiile contemporanilor se pare că era una din cele mai frumoase statui ecvestre din Europa. Statuia a fost demontată de comuniști. Deși se cunoaște că, după demolare, statuia a fost topită, iar din bronzul ei, a fost turnată Statuia lui Lenin din București , realizată de sculptorul Boris Caragea, care a stat în parcul din fața Casei Scânteii din 21 septembrie 1960 până în 3 martie 1990, când clădirea fusese deja rebotezată Casa Presei Libere, totuși unii istorici susțin că statuia ar fi fost îngropată în pământ dar până în prezent nu a fost descoperită. Au existat planuri ca ea să fie reconstituită după macheta rămasă în proprietatea urmașilor lui Meštrović, dar, în final, a fost făcută o nouă statuie, de sculptorul Florin Codre, care a fost inaugurată în 6 decembrie 2010, fiind prezenți principesa Margareta a României, principele Radu al României Duda și primarul Capitalei, Sorin Oprescu.

## Ecranizări
Cele mai importante ecranizări ale domniei Regelui Carol I privesc Războiul de independență (1877-1878). Există două transpuneri celebre pe ecran, Independența României (1912, regia Aristide Demetriade) și Pentru Patrie (1977, regia Sergiu Nicolaescu). Prima peliculă reprezintă totodată și primul film istoric realizat în România. În rolul lui Carol joacă regizorul Aristide Demetriade. Celebra replică de pe front a regelui („Asta-i muzica care-mi place!”) a fost inserată într-un titlu de la începutul filmului. Casa Regală a sprijinit producția cu fonduri și cu participarea armatei. A doua producție, realizată la centenarul Războiului, reprezintă primul film creat în perioada comunistă care îl arată pe regele Carol într-o lumină pozitivă. Rolul său a fost jucat tot de către regizorul filmului, de data aceasta Sergiu Nicolaescu.
La 8 mai 2009, a avut loc premiera filmului Carol I - Un destin pentru România, tot în regia lui Sergiu Nicolaescu.

## Jurnal
Jurnalul intim al regelui, tradus după manuscrisul original scris cu caractere gotice, a fost restituit recent (25 iunie 2007) cititorului român de către Editura Polirom, sub ingrijirea istoricului Vasile Docea.
Jurnalul include planurile pentru țară cât și planurile sale personale.

## Galerie de imagini

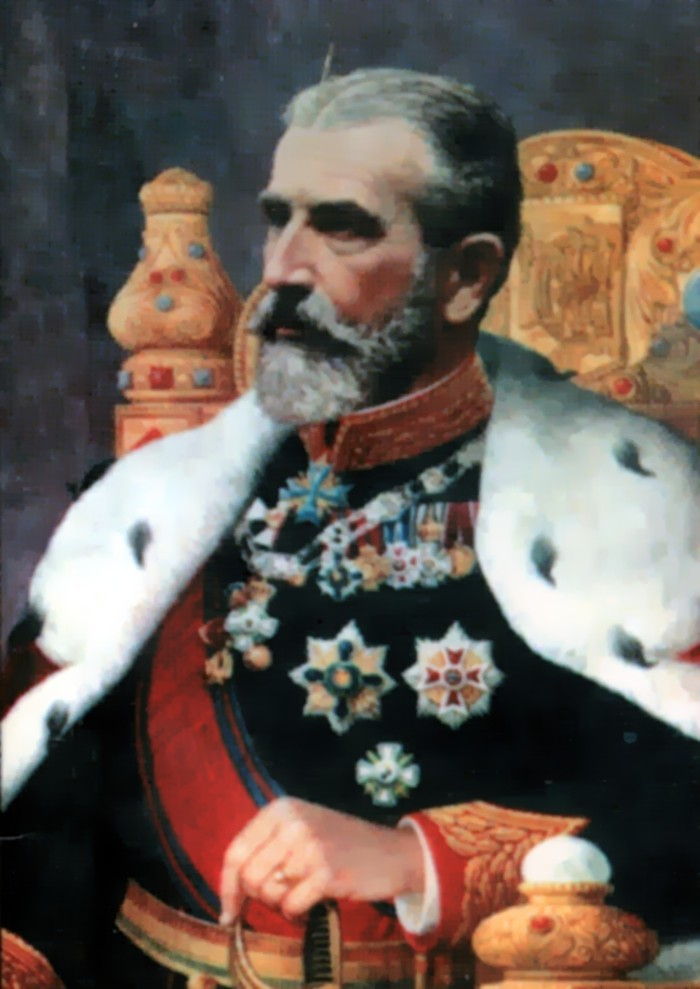
Portret
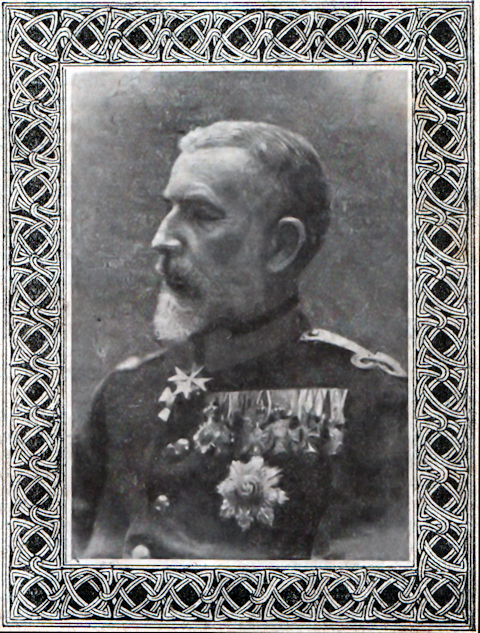
Portret
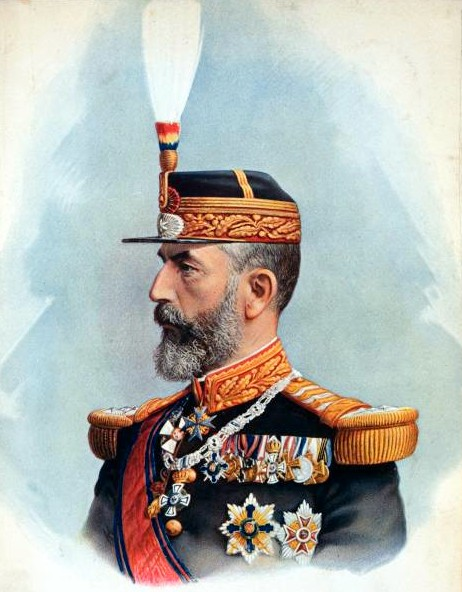
Carol I în Războiul de Independență al României
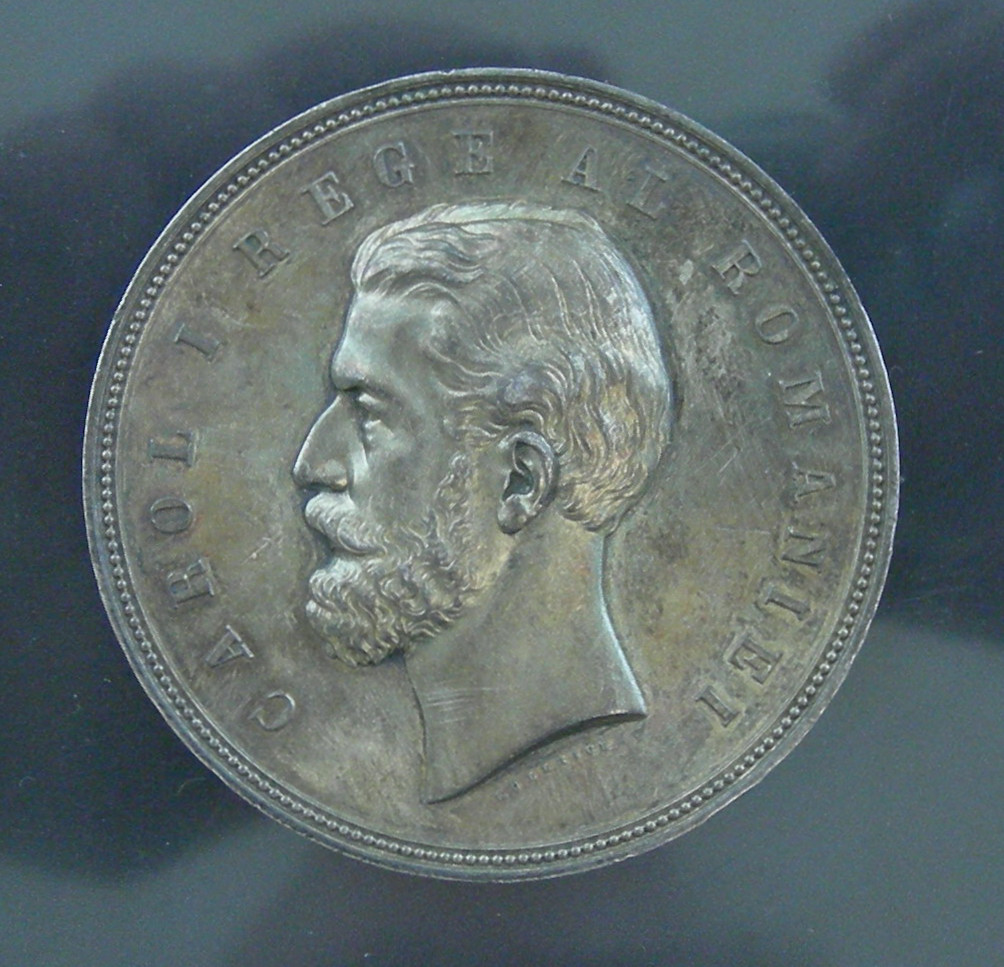
Medalie cu Carol I
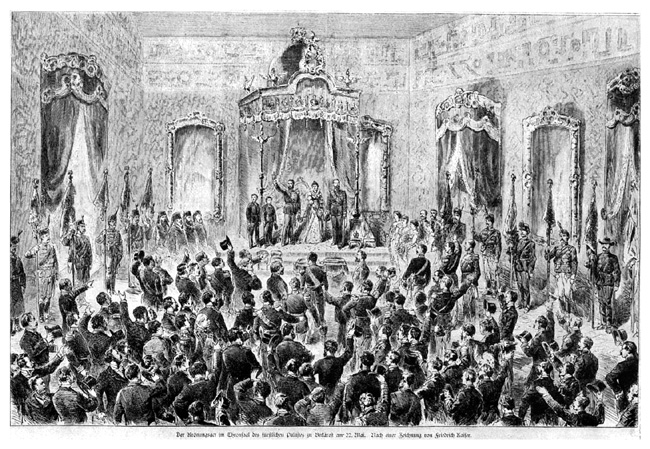
Încoronarea lui Carol ca rege al României 10 mai 1881
Efigia lui Carol I ca domn (1880) și ca rege (1888) pe monede de 5 lei din argint
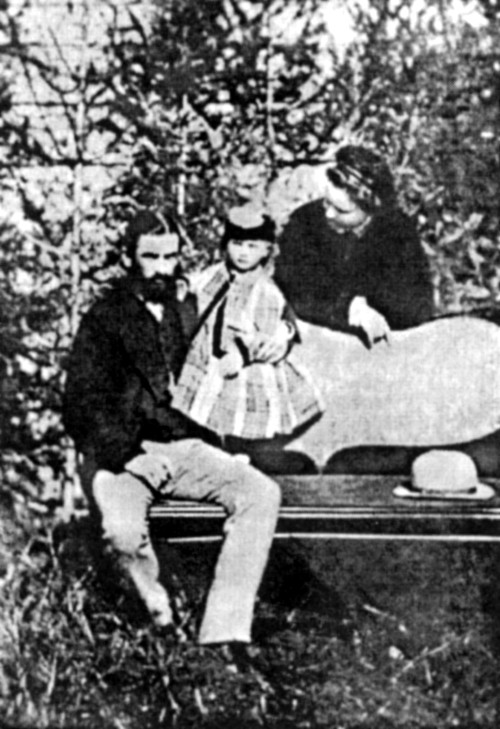
Regele Carol I, regina Elisabeta și prințesa Maria, 1873
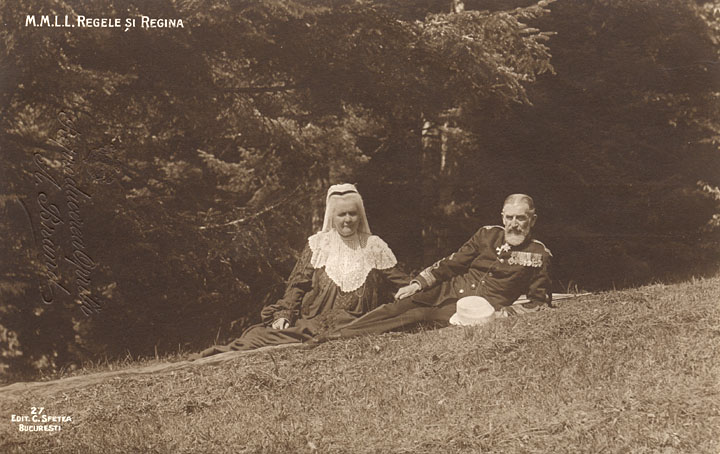
Carol I și Elisabeta la Sinaia
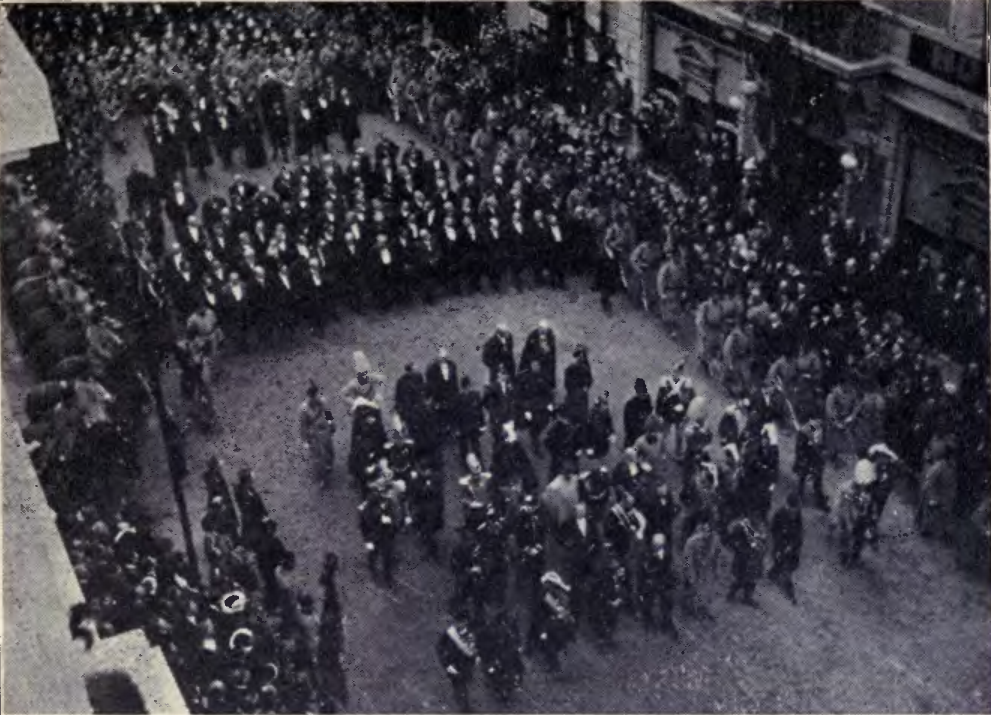
Funeraliile regelui Carol I, 1914